# 奥利维尔·达科特
奥利维尔·尼克拉斯·安德雷·达科特（1974年9月25日—），是一名法国足球运动员，司职中场，目前效力比利時球會標準列治。

## 生平

### 球會
达科特曾先后效力于埃弗顿、朗斯、利兹联和罗马。2006年，达科特协助罗马打入意大利杯决赛，但最终负于国际米兰而无缘冠军。随后，合同到期的达科特决定自由转会至国际米兰。起初他仅被球队定位为替补球员。但由于主力中场帕特里克·维埃拉重伤，达科特取得了主力位置，并在2006/07赛季以优异的表现帮助国际米兰夺得意甲联赛冠军。
2007年12月2日，达科特在对佛罗伦萨的比赛中拉伤了左膝的十字韧带，致使他缺席了2007/08赛季的剩余比赛。2009年2月2日在冬季轉會窗關閉前被外借到英超球隊富咸直到餘下球季結束。

### 國家隊
达科特还曾作为法国国家队成员出战1996年奥运会、2001年联合会杯和2004年欧洲杯。他共为国家队出场21次，攻入1球。